# Flächenschnitt
Die Flächentechnik ist eine Variante des  Holzschnitts. Im Gegensatz zum Schwarzlinienschnitt und zur Weißlinientechnik dominieren bei diesem Verfahren nicht die Linien, sondern die großen Formen der Fläche. Sie ist charakteristisch für den Holzschnitt seit Ende des 19./ Anfang des 20. Jahrhunderts. Diese Technik berücksichtigt die natürlichen Eigenschaften des Holzes mit seiner Maserung und Struktur. 
Zu den Künstlern, die die Flächentechnik anwendeten, gehören
- Paul Gauguin
- Edvard Munch
- Ewald Mataré
- Georges Braque
- Gerhard Altenbourg
- Herbert Tucholski
- Wilhelm Rudolph